# Stanislav Stuchlík
Stanislav Stuchlík (* 27. ledna 1945 Zlín) je český archeolog a vysokoškolský pedagog, profesor Ústavu archeologie Filozoficko-přírodovědecké fakulty Slezské univerzity v Opavě. Specializuje se na závěr doby kamenné a počátky doby bronzové, problematiku pohřebního ritu a používání zlata v pravěku.

## Život

### Odborné vzdělání a zaměstnání
V letech 1964-1969 studoval prehistorii na Filozofické fakultě Univerzity Jana Evangelisty Purkyně v Brně (nyní Masarykova univerzita), studium ukončil obhajobou diplomové práce "Sídliště únětické kultury na Moravě", 338 s., 116 tab.). Mezi lety 1969 a 1972 pracoval jako archeolog v Oblastním muzeu jihovýchodní Moravy v Gottwaldově (dnes Zlín). V roce 1972 absolvoval disertaci s prací "Moravská únětická sídliště" (197 s., 121 tab.) a mezi lety 1972 a 2013 pracoval v Archeologickém ústavu Československé akademie věd (nyní Akademie věd České republiky) v Brně. Kandidátskou práci obhájil v roce 1981, její téma bylo "K poznání vzniku a staršího vývoje lidu středodunajské mohylové kultury na jižní Moravě" (421 s. 111 tab.). Od roku 1991 je místopředsedou obnoveného Moravskoslezského archeologického klubu v Brně. Docenturu v oblasti pravěké archeologie obhájil v roce 1996 na Filozofické fakultě Masarykovy univerzity v Brně (téma práce "Zlato v pravěku Moravy", 321 s, 65 tab.), profesuru obhájil na téže fakultě v roce 2001. V roce 2010 obdržel vědecký titul Doktor historických věd (DSc.) za monografii o Boroticích. Od roku 1997 působí v Ústavu archeologie na Filozoficko-přírodovědecké fakultě Slezské univerzity v Opavě.

### Odborná činnost
Stanislav Stuchlík se zabývá pravěkem střední Evropy a specializuje se na závěr doby kamenné, starší a střední dobu bronzovou. Prováděl celou řadu záchranných i systematických výzkumů (únětické pohřebiště v Mušově, sídliště a pohřebiště ze starší doby bronzové ve Velkých Pavlovicích, sídliště a pohřebiště ze závěru eneolitu a počátku doby bronzové v Moravské Nové Vsi – Hruškách, mohylník ze starší a střední doby bronzové v Boroticích, věteřovský rondel v Šumicích a další). Je iniciátorem a organizátorem pracovních sympozií o starší době bronzové v českých zemích a na Slovensku a konferencí o pohřebním ritu. Je řešitelem řady projektů (GAČR, GA AV ČR, GA Ministerstva kultury aj.), člen několika vědeckých rad a jiných grémií, je také členem několika redakčních rad. Školitel a oponent řad doktorských, habilitačních a jiných prací.

## Publikace
- Osídlení jeskyň ve starší a střední době bronzové na Moravě, Studie AÚ Brno IX/2, Praha 1981.
- Únětické pohřebiště v Mušově, Studie AÚ Brno XIV/2, Praha 1987.
- Pravěká pohřebiště v Moravské Nové Vsi – Hruškách, Studie AÚ Brno XVI/1, Brno 1996 (s J. Stuchlíkovou).
- Pravěk a středověk Ždánicka, Brno 1997, (se Z. Klanicou a Z. Měřínským).
- S. Stuchlík (ed.): Oblast vodního díla Nové Mlýny od pravěku do středověku, Brno 2002.
- Wspólne korzenie, wspólna Europa, Kietrz 2005, (s M. Gedlem).
- Borotice. Mohylové pohřebiště z doby bronzové, Brno 2006.
- Proměnlivá společnost pozdní doby kamenné, in: Procházka, R. (red.), Dějiny Brna 1. Od pravěku k ranému středověku, Brno, 2011, 171-226 (s M. Kučou).
- Civilizace doby bronzové, in: Procházka, R. (red.), Dějiny Brna 1. Od pravěku k ranému středověku, Brno, 2011, 221-318 (s M. Salašem).
- Únětický hrob s bronzovou dýkou s litou rukojetí z Mušova, AR XXXII, 1980, 381-393.
- K datování konce věteřovského osídlení na jižní Moravě, AR XXXVI, 1984, 173-186.
- Výšinná sídliště únětické kultury na Moravě, Archaeologia Interregionalis, Warszawa – Kraków 1985, 129-142.
- Bronzové sekeromlaty na Moravě, PA LXXIX, 1988, 269-328.
- Die Entstehung der Hügelgräberkultur in Mähren und ihre Entwicklung, in: Beiträge zur Geschichte und Kultur der mitteleuropäischen Bronzezeit, Berlin – Nitra 1990, 469- 481.
- Počátky mohylového pohřbívání v době bronzové na Moravě, in: Pravěké a slovanské osídlení Moravy, Brno 1990, 128-145.
- Die Věteřov-Gruppe und die Entstehung der Hügelgräberfeld in Mähren, Praehistorische Zeitschrift 67, Berlin 1992, 15-42.
- Pohřebiště únětické kultury z Pavlova, okr. Břeclav, Pravěk NŘ 2, 1992, 237-254.
- V lesku zlatavého bronzu, in: Pravěké dějiny Moravy (V. Podborský ed.), Brno 1993, 233-332.
- Vývoj osídlení Brněnské kotliny ve starší a střední době bronzové, Pravěk NŘ 4, 1994, 127-153.
- Aunjetitzer Gräberfeld in Velké Pavlovice, Südmähren, Praehistorische Zeitschrift 71, 1996, 123-169 (s J. Stuchlíkovou).
- Osídlení Napajedelska v pravěku, in: Napajedla. Příroda, dějiny, kultura (V. Cekota ed.), Napajedla 1998, 53-73.
- Šumice, okr. Znojmo, in: Pravěká sociokultovní architektura na Moravě (V. Podborský ed.), Brno 1999, 95-114 (s J. Stuchlíkovou).
- Nadzemní kůlové stavby ze starší doby bronzové na Moravě, Pravěk NŘ 10, 2000, 219-250.
- Die Beziehungen Mährens zu den südöstlichen Gebieten am Anfang der Bronzezeit, in: C. Kacso (Hrsg.): Bronzezeitliche Kulturerscheinungen im karpatischen Raum. Die Beziehungen zu den benachbarten Gebieten, Bibliotheca Marmatia 2, Baia Mare 2003, 445-468.
- Podzemní chodby únětické kultury ve Vojkovicích, Pravěk NŘ 13, 2003, 439-458 (s P. Kosem).
- Vztahy Moravy k jižním a jihovýchodním oblastem na počátku doby bronzové, in: Južné vplyvy a ich odraz v kultúrnom vývoji mladšieho praveku na strednom Dunaji, Bratislava 2005, 19-41.
- Málo známý nález středodunajské mohylové kultury z Hrušek, Pravěk NŘ 19, 2009, 47-64.
- Zlato ve střední době bronzové na Moravě, Pravěk NŘ 20, 2012, 95-112.
- Česko – polské vztahy a počátek doby bronzové, Acta Musei Moravice XCIX, 2014, 37-50.
- Laténské pohřebiště v Boroticich (okr. Znojmo). In: Moravské křižovatky. Střední Podunají mezi pravěkem a historií, Brno 2015, 471-486 (s J. Čižmářovou).
- Mohylnik v Boroticich (okr. Znojmo) z pohledu antropologie. In: Moravské křižovatky. Střední Podunají mezi pravěkem a historií, Brno 2015, 739-754 (s M. Dobisíkovou).
- Bernstein in der Bronzezeit in Mähren. In: The Amber Roads. The Ancienth Cultural and Commercial Communication between the Peoples. Míillensi. Studi di Archeologia Preistorica 13, 2016, 116-130.